# Thư viện Bang Bayern
Thư viện Bang Bayern (tiếng Đức: Bayerische Staatsbibliothek, viết tắt BSB) tại Munich là Landesbibliothek trung ương, tức thư viện công cộng của Bang tự do Bayern và một trong những thư viện toàn văn quan trọng nhất của châu Âu. Với khoảng 9,81 triệu quyển sách, nó là một trong những thư viện nghiên cứu hạng nhất trên thế giới. Hơn nữa, kho lịch sử bao gồm một trong những tập hợp bản thảo quan trọng nhất trên thế giới, tập hợp incunabulum lớn nhất trên thế giới, và nhiều tập hợp đặc biệt quan trọng khác.
Từ năm 1663 đến nay, luật lưu chiểu bắt buộc rằng mỗi tác phẩm in ấn được xuất bản tại Bayern phải có hai bản sao được gửi cho Thư viện Bang Bayern. Thư viện này cũng chứa nhiều tạp chí khoa học thứ hai tại châu Âu, đứng hạng sau Thư viện Anh. Viện BSB xuất bản tạp chí chuyên môn Bibliotheksforum Bayern và xuất bản tạp chí Bibliotheksmagazin cùng với Thư viện Bang Berlin từ năm 2007. Tòa thư viện nằm trên đường Ludwigstrasse.

## Sử dụng

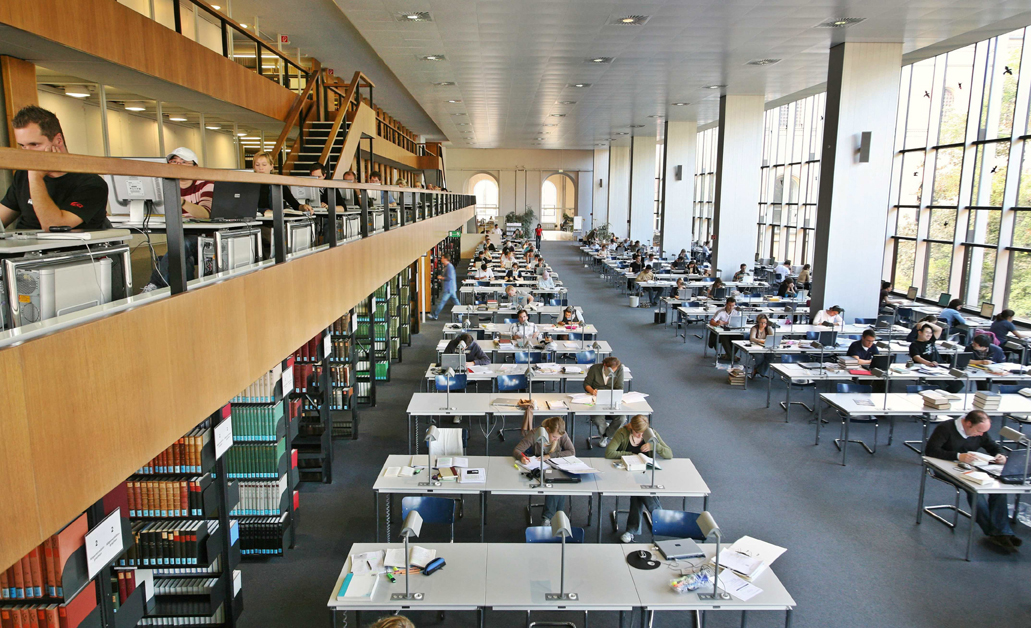
Allgemeiner Lesesaal (Phòng đọc sách công cộng)

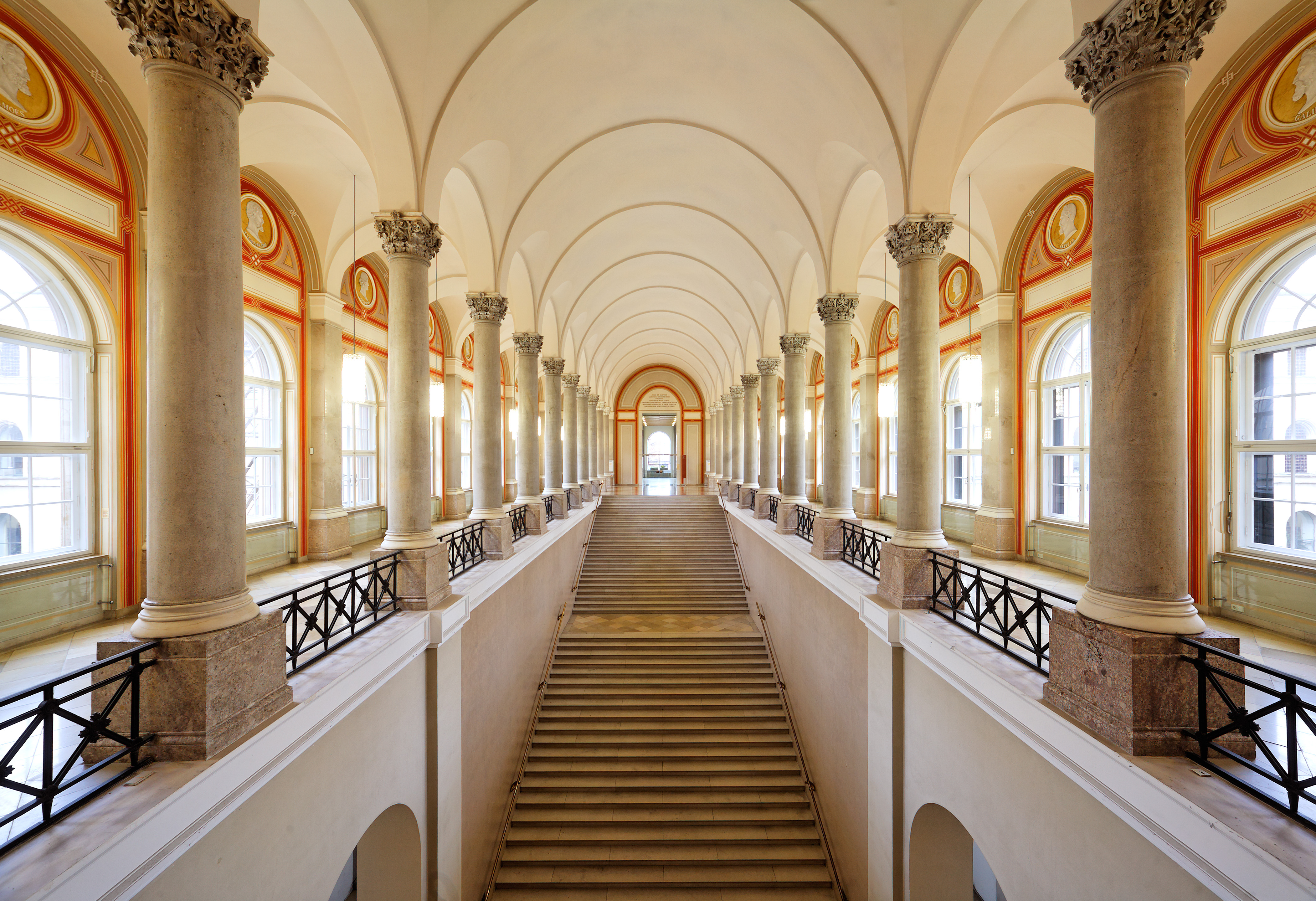
Cầu thang lên tầng 1

Đến cuối năm 2016 thư viện có 69.500 người đăng ký sử dụng, 1.460.000 lần cho mượn. Các phòng đọc sách mỗi ngày được khoảng 3000 sử dụng. Phòng đọc sách công cộng mở cửa cho mọi người mỗi ngày từ 8 đến 24 giờ khuya, không cần thẻ hay giấy phép. Đây là phòng đọc sách lớn nhất của thư viện, có chỗ ngồi cho 550 người, số sách đọc là 111 ngàn cuốn, đa số là sách tra cứu. Trong phòng tạp chí có khoảng 18.000 tập mới. 1500 tạp chí cũng được đưa vào phòng đọc sách công cộng.